# Geração Pop
A Revista Geração Pop foi um revista mensal lançada pela Editora Abril, destinada ao público jovem interessado em viver as mudanças de comportamento pelo qual os anos 1970 ficaram marcados. Sua primeira publicação foi em novembro de 1972 e foi até 1979.
Partiu diretamente de Victor Civita a ordem para que um periódico voltado ao universo juvenil fosse criado.
Influenciou toda uma geração, assim como também profissionais ligados ao mundo da cultura e das artes. A Revista abordava temas ainda polêmicos para época como virgindade, viajar de carona, de motocicletas e atitudes comportamentais.
Trazia notícias recentes de shows de rock que aconteciam nos Estados Unidos e Europa. Dava dicas sobre esportes radicais, como surf, skate e também falava de moda e acessórios.
Entre seus colaboradores estavam Ana Maria Bahiana, Ezequiel Neves, Leon Cakoff, Caio Fernando Abreu, Pinky Wainer, Júlio Barroso, Caco Barcellos, Alberto Carlos de Carvalho, Okky de Souza, Valdir Zwetsch e José Emílio Rondeau.
Em 1977, a edição especial chamada A Revista Pop Apresenta o Punk Rock, trouxe um disco que influenciou a geração punk rock do Brasil.